# SDG Butterfly Mural
De SDG Butterfly Mural is een muurschildering op gebouw 6 van het universiteitscomplex in Paramaribo.
SDG verwijst naar de 17 Duurzameontwikkelingsdoelstellingen (Sustainable Development Goals, ook wel Millenniumdoelstellingen) die in 2015 werden vastgesteld door de Algemene Vergadering van de Verenigde Naties (VN). Het maakte deel uit van de SDG Butterfly Effect Campagne die in september 2019 werd afgekondigd door Amina Mohammed (vice-secretaris-generaal van de VN). Tijdens zijn tweedaagse bezoek aan Suriname, medio 2022, bezocht António Guterres, secretaris-generaal van de VN, ook de universiteit en dit kunstwerk.
De officiële presentatie werd in november 2021 voltrokken door minister Albert Ramdin (ministerie van BIBIS), Marina Walter (VN) en Eric Jagdew (voorzitter RvB van de universiteit). In het gebouw was in 2018 een kantine gevestigd.
Het kunstwerk werd gemaakt door Fabian de Randamie. Het is een voorstelling van een vlinder met bovenin een overzicht van de 17 SDG's.